# Stary cmentarz żydowski w Warcie
Stary cmentarz żydowski w Warcie – kirkut, którego data powstania jest nieznana. Cmentarz znajduje się przy ul. Górnej 7. Został zniszczony podczas II wojny światowej. Nie zachowały się na nim nagrobki. Teren cmentarza został przeznaczony pod zabudowę mieszkaniową.